# Libertad de expresión

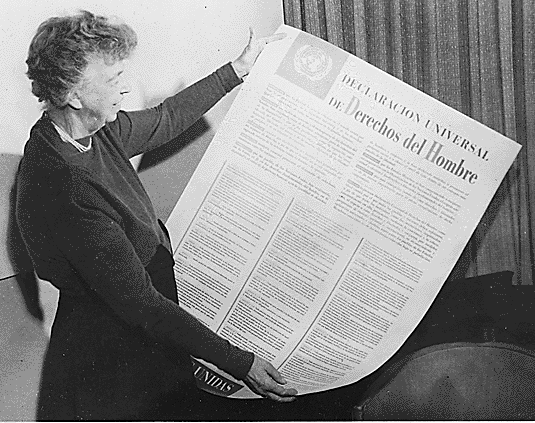
Eleanor Roosevelt y la Declaración Universal de los Derechos Humanos (1949) — El artículo 19.

La libertad de expresión es un principio que apoya la libertad de un individuo o un colectivo de articular sus opiniones e ideas sin temor a represalias, censura o sanción posterior.
La libertad de expresión se reconoce como un derecho humano en virtud del artículo 19 de la Declaración Universal de los Derechos Humanos (DUDH) y se reconoce en el derecho internacional de los derechos humanos en el Pacto Internacional de Derechos Civiles y Políticos (PIDCP). El artículo 19 de la DUDH establece que:

"Toda persona tiene derecho a la libertad de opinión y de expresión, este derecho incluye la libertad de mantener opiniones sin interferencia y de buscar, recibir y difundir información e ideas a través de cualquier medio de comunicación e independientemente de las fronteras; ya sea oralmente, por escrito o impreso, en forma de arte, o por cualquier otro medio de su elección".
DUDH

La versión del Artículo 19 en el PIDCP lo enmienda más adelante al afirmar que el ejercicio de estos derechos conlleva "deberes y responsabilidades especiales" y "por lo tanto, estar sujeto a ciertas restricciones" cuando sea necesario "para respetar los derechos o la reputación de otros" o "para la protección de la seguridad nacional o del orden público, o de la salud o la moral públicas".
La libertad de palabra y expresión, por lo tanto, puede no ser reconocida como absoluta, y las limitaciones comunes a la libertad de expresión se relacionan con difamación, calumnia, obscenidad, pornografía, sedición, incitación, palabras de combate, información clasificada, violación de derechos de autor, secretos comerciales, etiquetado de alimentos, acuerdos de confidencialidad, el derecho a la privacidad, el derecho al olvido, la seguridad pública y el perjurio. Las justificaciones incluyen el principio de daño, propuesto en On Liberty, que sugiere que:

"el único propósito para el que el poder puede ejercerse legítimamente sobre cualquier miembro de un colectivo civilizado, en contra de su voluntad, es evitar daños a otros".
John Stuart Mill

La idea del "principio del delito" también se utiliza en la justificación de las limitaciones del habla, describiendo la restricción de las formas de expresión consideradas ofensivas para la sociedad, considerando factores tales como la extensión, duración, motivos del hablante y la facilidad con la que podría ser evitado. Con la evolución de la era digital, la aplicación de la libertad de expresión se vuelve más controvertida a medida que surgen nuevos medios de comunicación y restricciones, por ejemplo, el Proyecto Escudo Dorado, una iniciativa del Ministerio de Seguridad Pública del gobierno chino que filtra datos potencialmente desfavorables de países extranjeros.

## Orígenes

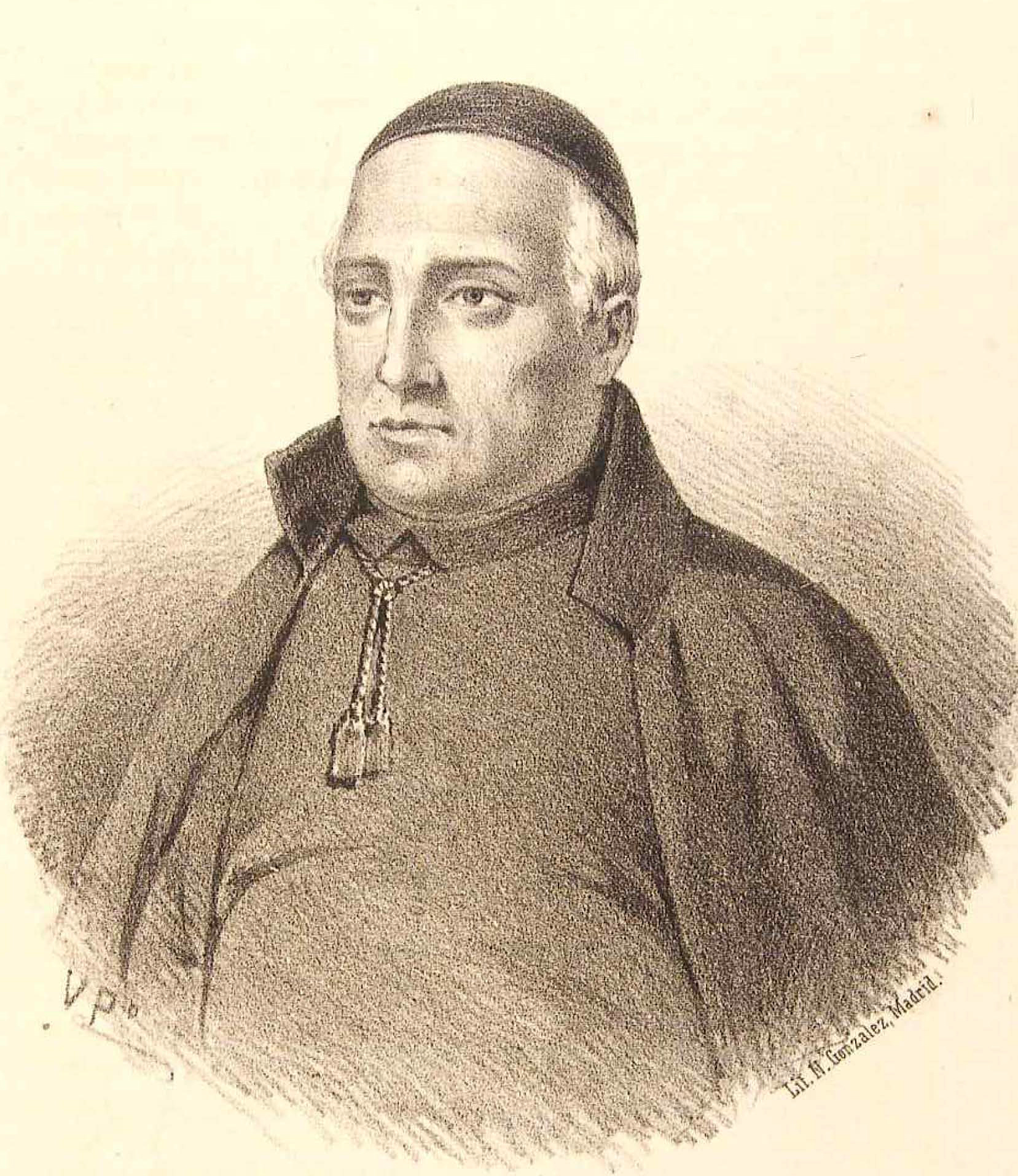
Grabado del eclesiástico y político español Diego Muñoz, uno de los máximos defensores de la libertad de prensa y con una destacada participación en la elaboración de la Constitución española de 1812. Fue célebre su discusión con el inquisidor Riesco durante la aprobación del Decreto de Libertad de Imprenta del 10 de noviembre de 1810, alegando que la censura es el último asidero de la tiranía.

La libertad de expresión tiene una larga historia anterior a los instrumentos internacionales de derechos humanos. Se cree que el antiguo principio democrático ateniense de la libertad de expresión puede haber surgido a fines del siglo VI o al comienzo del siglo V a. C. Los valores de la República romana incluyen la libertad de expresión y la libertad de religión.
Los conceptos de libertad de expresión se pueden encontrar en los primeros documentos de derechos humanos. La Declaración de Derechos de Inglaterra de 1689 estableció legalmente el derecho constitucional de "libertad de expresión en el Parlamento" que todavía está vigente. La Declaración de los Derechos del Hombre y del Ciudadano, adoptada durante la Revolución Francesa en 1789, afirmó específicamente la libertad de expresión como un derecho inalienable. La Declaración establece la libertad de expresión, que establece que:

La comunicación libre de ideas y opiniones es uno de los derechos más preciados del hombre. Cada ciudadano puede, en consecuencia, hablar, escribir e imprimir con libertad, pero será responsable de los abusos de esta libertad que se definan por la ley.
Art. 11

La Declaración Universal de los Derechos Humanos, aprobada en 1948, establece que:

Todos tienen derecho a la libertad de opinión y expresión; este derecho incluye la libertad de mantener opiniones sin interferencia y de buscar, recibir e impartir información e ideas a través de cualquier medio y sin importar las fronteras
Art. 19

En la actualidad, la libertad de expresión está reconocida en las leyes internacionales y regionales de derechos humanos. El derecho está consagrado en el artículo 19 del Pacto Internacional de Derechos Civiles y Políticos, el artículo 10 del Convenio Europeo de Derechos Humanos, el artículo 13 de la Convención Americana sobre Derechos Humanos y el artículo 9 de la Carta Africana de Derechos Humanos y de los Pueblos. Con base en los argumentos de John Milton, la libertad de expresión se entiende como un derecho multifacético que incluye no solo el derecho a expresar o difundir información e ideas, sino también tres aspectos más:
1. Derecho a buscar información e ideas.
2. Derecho a recibir información e ideas.
3. Derecho a impartir información e ideas.

Los estándares internacionales, regionales y nacionales también reconocen que la libertad de expresión incluye cualquier medio, sea oral, escrito, impreso, a través de Internet o mediante formas artísticas. Esto significa que la protección de la libertad de expresión como un derecho incluye no solo el contenido, sino también los medios de expresión.

### Relación con otros derechos
El derecho a la libertad de expresión está estrechamente relacionado con otros derechos y puede estar limitado cuando entra en conflicto con otros derechos (véanse las limitaciones a la libertad de expresión). El derecho a la libertad de expresión también se relaciona con el derecho a un juicio justo y un proceso judicial que puede limitar el acceso a la búsqueda de información, o determinar la oportunidad y los medios en que la libertad de expresión se manifiesta en los procedimientos judiciales. Como principio general, la libertad de expresión no puede limitar el derecho a la privacidad, así como el honor y la reputación de los demás. Sin embargo, se da una mayor latitud cuando se trata de críticas a figuras públicas.
El derecho a la libertad de expresión es particularmente importante para los medios de comunicación, que desempeñan un papel especial como portadores del derecho general a la libertad de expresión para todos. Sin embargo, la libertad de prensa no necesariamente habilita la libertad de expresión. Judith Lichtenberg ha esbozado las condiciones en las que la libertad de prensa puede limitar la libertad de expresión, por ejemplo, cuando los medios de comunicación suprimen información o ahogan la diversidad de voces inherentes a la libertad de expresión. Lichtenberg argumenta que la libertad de prensa es simplemente una forma de derecho de propiedad resumido por el principio "sin dinero, sin voz".

## Democracia e interacción social

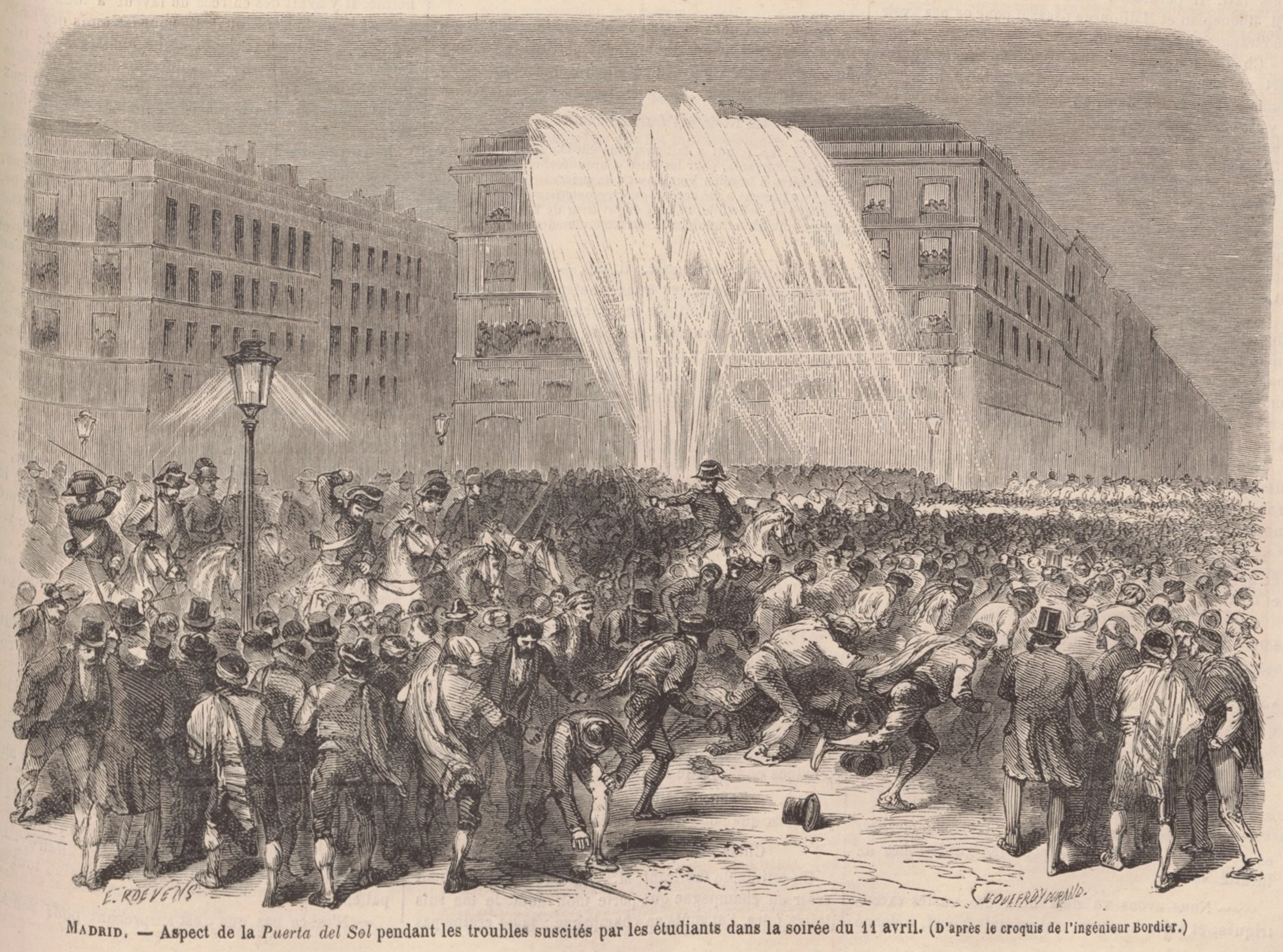
Escena de la Noche de San Daniel. Estudiantes de la Universidad de Madrid manifestándose en 1865 por la destitución del rector Juan Manuel Montalbán y el catedrático Emilio Castelar tras haber publicado dos artículos muy críticos contra la reina Isabel II de España. Las protestas por la libertad de expresión fueron duramente reprimidas por la Guardia Civil.

La libertad de expresión se entiende como fundamental en una democracia. Las normas sobre la limitación de la libertad de expresión significan que el debate público puede no suprimirse por completo incluso en tiempos de emergencia. Uno de los defensores más notables del vínculo entre la libertad de expresión y la democracia es Alexander Meiklejohn. Él ha argumentado que el concepto de democracia es el autogobierno de la gente. Para que un sistema así funcione, se necesita un electorado informado. Para estar apropiadamente informado, no debe haber restricciones al libre flujo de información e ideas. Según Meiklejohn, la democracia no será fiel a su ideal esencial si los que están en el poder pueden manipular al electorado reteniendo información y reprimiendo las críticas. Meiklejohn reconoce que el deseo de manipular la opinión puede derivarse del motivo de buscar beneficiar a la sociedad. Sin embargo, argumenta, elegir la manipulación niega, en sus medios, el ideal democrático.
Eric Barendt ha llamado a esta defensa de la libertad de expresión sobre la base de la democracia:

"probablemente la teoría de la libertad de expresión más atractiva y ciertamente la más moderna en las democracias occidentales modernas".

Thomas I. Emerson amplió esta defensa cuando argumentó que la libertad de expresión ayuda a proporcionar un equilibrio entre la estabilidad y el cambio. La libertad de expresión actúa como una "válvula de seguridad" para desahogarse cuando las personas podrían estar dispuestas a la revolución. Sostiene que:

"El principio de la discusión abierta es un método para lograr una comunidad más adaptable y al mismo tiempo más estable, para mantener el equilibrio precario entre la división saludable y el consenso necesario [...]
 La oposición cumple una función social vital para compensar o mejorar (el) proceso normal de deterioro burocrático".
Thomas I. Emerson

La investigación llevada a cabo por el proyecto Indicadores mundiales de gobernabilidad en el Banco Mundial indica que la libertad de expresión y el proceso de rendición de cuentas que le sigue tienen un impacto significativo en la calidad del gobierno de un país. "Voz y responsabilidad" dentro de un país, definido como:

"la medida en que los ciudadanos de un país pueden participar en la selección de su gobierno, así como la libertad de expresión, libertad de asociación y libertad de prensa".

Es una de las seis dimensiones de gobernanza que los Indicadores de Gobernabilidad Mundial miden para más de 200 países. En este contexto, es importante que las agencias de desarrollo creen bases para un apoyo efectivo a la libertad de prensa en los países en desarrollo.
Richard Moon ha desarrollado el argumento de que el valor de la libertad de discurso se relaciona con las interacciones sociales.

"al comunicar a un individuo se forman relaciones y asociaciones con otros -familia, amigos, compañeros de trabajo, congregación de la iglesia y compatriotas. Al entrar en discusión con otros, un individuo participa en el desarrollo del conocimiento y en la dirección de la comunidad".
Richard Moon

## Limitaciones
Los sistemas legales a veces reconocen ciertos límites a la libertad de expresión, particularmente cuando la libertad de expresión entra en conflicto con otros derechos y libertades, como en los casos de difamación, calumnia, pornografía, obscenidad, palabras de pelea y propiedad intelectual. Las justificaciones de las limitaciones a la libertad de expresión a menudo hacen referencia al "principio del daño" o al "principio del delito". Las limitaciones a la libertad de expresión pueden ocurrir a través de sanciones legales o desaprobación social, o ambas. Ciertas instituciones públicas también pueden promulgar políticas que restrinjan la libertad de expresión, por ejemplo, códigos de voz en las escuelas estatales.
En Sobre la libertad (1859), John Stuart Mill argumentó que "...debería existir la libertad más plena de profesar y discutir, como una cuestión de convicción ética, cualquier doctrina, por inmoral que pueda ser considerada". Mill sostiene que se requiere la libertad de expresión más completa para llevar los argumentos a sus límites lógicos, en lugar de los límites de la vergüenza social. Sin embargo, Mill también introdujo lo que se conoce como el principio de daño, al colocar la siguiente limitación a la libertad de expresión:

"el único propósito para el que el poder puede ejercerse legítimamente sobre cualquier miembro de una comunidad civilizada, contra su voluntad, es evitar daños a otros."

En una línea similar a la de Mill, Jasper Doomen ha argumentado que el daño debe definirse desde el punto de vista del ciudadano individual, sin limitar el daño físico ya que también puede estar involucrado el daño no físico; la distinción de Feinberg entre daño y ofensa es criticada como en gran parte trivial.
En 1999, Bernard Harcourt escribió sobre el colapso del principio del daño:

"Hoy el debate se caracteriza por una cacofonía de argumentos contra el daño que compiten sin ninguna forma de resolverlos. Ya no existe un argumento dentro de la estructura del debate para resolver la competencia reclamaciones de daño. El principio de daño original nunca estuvo equipado para determinar la importancia relativa de los daños".

Las interpretaciones de las limitaciones de daño y ofensa a la libertad de expresión son relativas cultural y políticamente. Por ejemplo, en Rusia, los principios de daños y ofensas se han utilizado para justificar la ley de propaganda LGBT rusa que restringe el discurso (y la acción) en relación con cuestiones LGBT. Varios países europeos que se enorgullecen de la libertad de expresión proscriben sin embargo el discurso que podría interpretarse como negación del Holocausto. Estos incluyen Austria, Bélgica, República Checa, Francia, Alemania, Hungría, Israel, Liechtenstein, Lituania, Luxemburgo, Países Bajos, Polonia, Portugal, Eslovaquia y Suiza.
Norman Finkelstein, escritor y profesor de ciencias políticas, opinó que los dibujos de Charlie Hebdo sobrepasaban los límites de la libertad de expresión, y comparó esos dibujos con los hechos sobre de Julius Streicher, ahorcado por los aliados después de la Segunda Guerra Mundial por los escritos y dibujos que había publicado. En 2006, en respuesta a un tema particularmente agresivo de Charlie Hebdo, el presidente francés Jacques Chirac condenó las "provocaciones manifiestas" que podrían inflamar las pasiones.

"Se debe evitar todo lo que pueda dañar las convicciones de otra persona, en particular las convicciones religiosas", dijo Chirac.

En los EE. UU., la opinión histórica más destacada sobre el discurso político es Brandenburg v. Ohio (1969), anulando expresamente Whitney v. California. En Brandeburg, la Corte Suprema de los Estados Unidos se refirió al derecho incluso a hablar abiertamente de acción violenta y revolución en términos generales:

Nuestras decisiones han configurado el principio de que las garantías constitucionales de libertad de expresión y libertad de prensa no permiten que un Estado prohíba o proscriba el uso de la fuerza o la violación de la ley, excepto cuando dicha promoción esté dirigida a incitar o producir una acción ilegal inminente y es probable que incite o cause tal acción.

La opinión en Brandeburg descartó la prueba anterior de "peligro claro y presente" y convirtió el derecho a la libertad de protección del discurso (político) en los Estados Unidos en casi absoluto. El discurso del odio también está protegido por la Primera Enmienda en los Estados Unidos, como se decidió en R.A.V. v. Ciudad de St. Paul, (1992) en la que el Tribunal Supremo dictaminó que el discurso de odio es permisible, excepto en el caso de violencia inminente.

### Internet y la sociedad de la información
Jo Glanville, editor del Index on Censorship, afirma que "Internet ha sido una revolución tanto para la censura como para la libertad de expresión". Las normas internacionales, nacionales y regionales reconocen que la libertad de expresión, se aplica a cualquier medio, incluido Internet. La Communications Decency Act (CDA) de 1996 fue el primer gran intento del Congreso de los Estados Unidos de regular material pornográfico en Internet. En 1997, en el caso cibernético histórico de Reno v. ACLU, la Corte Suprema de los Estados Unidos revocó parcialmente la ley. El juez Stewart R. Dalzell, uno de los tres jueces federales que en junio de 1996 declaró inconstitucionales partes de la CDA, en su opinión declaró lo siguiente:

Internet es un medio que mejora el habla mucho más que la impresión, el verde de la aldea o los correos. Debido a que necesariamente afectaría a Internet, el CDA necesariamente reduciría el habla disponible para adultos en el medio. Este es un resultado constitucionalmente intolerable. Parte del diálogo en Internet seguramente prueba los límites del discurso convencional. El habla en Internet puede ser no filtrada, sin pulir, poco convencional, incluso con carga emocional, sexualmente explícita y vulgar, en una palabra, "indecente" en muchas comunidades. Pero deberíamos esperar que tal discurso ocurra en un medio en el que los ciudadanos de todos los ámbitos de la vida tengan voz. También deberíamos proteger la autonomía que ese medio confiere a las personas comunes y a los magnates de los medios. [...] Mi análisis no priva al Gobierno de todos los medios para proteger a los niños de los peligros de la comunicación por Internet. El Gobierno puede continuar protegiendo a los niños de la pornografía en Internet mediante la aplicación enérgica de las leyes existentes que penalizan la obscenidad y la pornografía infantil. [...] Como aprendimos en la audiencia, también existe una necesidad apremiante de educación pública sobre los beneficios y los peligros de este nuevo medio, y el Gobierno también puede cumplir esa función. En mi opinión, nuestra acción de hoy solo debería significar que la supervisión permisible del gobierno de los contenidos de Internet se detiene en la línea tradicional de habla sin protección. [...] La ausencia de regulación gubernamental del contenido de Internet ha producido indudablemente una especie de caos, pero como uno de los expertos del demandante lo expresó con tanta resonancia en la audiencia: "Lo que logró el éxito fue el mismo caos que Internet. La fuerza de Internet es el caos ". Del mismo modo que la fortaleza de Internet es el caos, la fuerza de nuestra libertad depende del caos y la cacofonía del discurso sin restricciones que protege la Primera Enmienda.

La Declaración de Principios de la Cumbre Mundial sobre la Sociedad de la Información (CMSI) adoptada en 2003 hace referencia específica a la importancia del derecho a la libertad de expresión para la "sociedad de la información" al afirmar:

Reafirmamos, como fundamento esencial de la sociedad de la información, y como se señala en el artículo 19 de la Declaración Universal de Derechos Humanos, que todos tienen derecho a la libertad de opinión y expresión; que este derecho incluye la libertad de mantener opiniones sin interferencia y de buscar, recibir e impartir información e ideas a través de cualquier medio y sin importar las fronteras. La comunicación es un proceso social fundamental, una necesidad humana básica y la base de toda organización social. Es central para la sociedad de la información. Todos, en todas partes, deberían tener la oportunidad de participar y nadie debería ser excluido de los beneficios de las ofertas de la sociedad de la información.

Según Bernt Hugenholtz y Lucie Guibault, el dominio público está bajo la presión de la "mercantilización de la información" ya que la información con poco o ningún valor económico ha adquirido un valor económico independiente en la era de la información. Esto incluye datos objetivos, datos personales, información genética e ideas puras. La mercantilización de la información se lleva a cabo a través de la ley de propiedad intelectual, el derecho contractual, así como la ley de radiodifusión y telecomunicaciones.

### Libertad de información
La libertad de información es una extensión de la libertad de expresión donde el medio de expresión es Internet. La libertad de información también puede referirse al derecho a la privacidad en el contexto de Internet y la tecnología de la información. Al igual que con el derecho a la libertad de expresión, el derecho a la privacidad es un derecho humano reconocido y la libertad de información actúa como una extensión de este derecho. La libertad de información también puede referirse a la censura en un contexto de tecnología de la información, es decir, la capacidad de acceder a contenido web, sin censura ni restricciones.
La libertad de información también está explícitamente protegida por actas como la Ley de Libertad de Información y Protección de la Privacidad de Ontario, en Canadá.

### Censura en Internet
El concepto de libertad de información surgió en respuesta a la censura, el monitoreo y la vigilancia patrocinados por el estado de Internet. La censura de Internet incluye el control o la supresión de la publicación o el acceso a la información en Internet. El Consorcio Global de Libertad de Internet afirma eliminar los bloqueos al "libre flujo de información" para lo que denominan "sociedades cerradas". Según la "lista enemiga de Internet" de Reporteros Sin Fronteras (RWB), los siguientes estados participan en una censura generalizada en Internet: China, Cuba, Irán, Myanmar / Birmania, Corea del Norte, Arabia Saudita, Siria, Turkmenistán, Uzbekistán y Vietnam.
Un ejemplo ampliamente publicitado de censura en Internet es el "Gran cortafuegos de China" (en referencia tanto a su papel como cortafuegos de red como a la antigua Gran Muralla de China). El sistema bloquea el contenido evitando que las direcciones IP se enruten y se compone de firewall y servidores proxy estándar en las puertas de enlace de Internet. El sistema también se involucra selectivamente en el envenenamiento del DNS cuando se solicitan sitios particulares. El gobierno no parece estar examinando sistemáticamente el contenido de Internet, ya que esto parece ser técnicamente poco práctico. La censura de Internet en la República Popular de China se lleva a cabo bajo una amplia variedad de leyes y regulaciones administrativas, incluidas más de sesenta regulaciones dirigidas a Internet. Los sistemas de censura son implementados vigorosamente por las sucursales provinciales de los ISP estatales, empresas comerciales y organizaciones.

## Libertad de expresión en el arte
Según el artículo «La libertad de expresión artística. Una primera aproximación» de Víctor J. Vázquez Alonso, «una de las cuestiones tradicionalmente marginadas en los estudios de derecho constitucional es la libertad artística», o libertad de expresión artística (en esta segunda formulación, el enfoque es acerca del tratamiento jurídico de este derecho), y es difícil encontrar referencias bibliográficas específicas. «El derecho de libertad de expresión artística padece carencia de autonomía conceptual con respecto a otras libertades de comunicación como son la libertad de expresión o la libertad de información» y, en consecuencia, «adolece de una protección jurídica de perfil bajo». La libertad artística es, en cierto sentido, «una modalidad específica de la libertad de expresión que, aun siendo diferenciada de ésta» por el hecho de no solo transmitir ideas u opiniones sino también de «provocar una concreta emoción artística», también «es susceptible de ser objeto de una aproximación jurídica similar en su tratamiento, dado que en ambos casos subyace un valor jurídico común que sería la libertad de comunicación». En otras palabras, las manifestaciones artísticas y cada obra de arte son «un vehículo para provocar una determinada emoción en el lector» y se debería reconocer su valor artístico sin censura desde un punto de vista judicial, porque en este sentido, el arte es, en su esencia, una encarnación de la libertad de expresión.
Hay, sin embargo, un debate sobre el hecho de que el arte es una actividad eminentemente comunicativa o discursiva, sobre todo si consideramos las formas artísticas pertenecientes a la modernidad o post-modernidad, y por eso hay opiniones diferentes y contrastantes sobre la necesidad de proteger, en todo caso, la obra de arte mediante la doctrina judicial. De hecho, algunas voces críticas «rechazan la extensión de la doctrina judicial de la libertad de expresión a la libertad artística». En cambio, para otros «lo artístico ha de considerarse como un territorio autónomo de lo político», pues justifican la autonomía conceptual de esta libertad. Efectivamente, la «obra de arte ha de ser considerada por el derecho como un fenómeno intrínsecamente comunicativo que no puede, por lo tanto, quedar al margen de la protección de la libertad de expresión». Aunque existen diferentes manifestaciones artísticas, «el arte no referencial ni objetual no es, sin embargo, un arte introvertido, sino que, podríamos decir, un arte radicalmente destinado a ser objeto de comunicación. Dicho de otra forma, aunque no sea siempre discurso (speech) el arte no va a dejar de ser expresión». Acerca de este debate se inserta la opinión del profesor Munkittrich, quien señala que en un estado constitucional y una sociedad abierta «no cabe otra comprensión del arte que la de un fenómeno comunicativo, a través del cual se participa de la propia cultura y que refiere por lo tanto de una protección jurídica que garantice esta libertad».
Efectivamente, no se puede hablar de libertad de expresión en el arte sin nombrar también términos como legalidad, censura y sociedad. «Una sociedad libre se basa en el principio de que cada individuo tiene el derecho de decidir qué tipo de arte o entretenimiento él o ella desea o no desea recibir o crear». Otra voz relevante, en un contexto estadounidense, es la de Meikle, quien explica que la protección constitucional «ha de extenderse a toda forma de comunicación que pueda nutrir de conocimiento y sensibilidad crítica a los ciudadanos en relación al gobierno de la sociedad en la que viven». En efecto, «la libertad artística parece situarse en una suerte de lugar intermedio en el grado de protección que le concede la Primera Enmienda de la Constitución de los Estados Unidos, aproximándose a nivel máximo de protección sólo en aquellos supuestos en los que la obra de arte sirve de vehículo a un discurso político».
El hecho es que hoy día hay una «ausencia en la jurisdicción de Estrasburgo de un concepto de libertad artística autónomo, que atienda a las peculiaridades que diferencian de esta forma de expresión de otro tipo de manifestaciones del espíritu» y no se le reconoce esta «dimensión objetiva e institucional» porque «se asocia a las libertades de expresión e información». En consecuencia, Alonso define la libertad de expresión artística como una «libertad débil» y reflexiona sobre el concepto de «arte político», o sea cuando una obra artística «deja de ser propiedad del autor desde el momento en que la sociedad se apodera de ella, pudiéndola convertir en símbolo de algo completamente ajeno a la voluntad originaria de su creador» y, en este sentido, transmite idea política.
Lo que se percibe es una dificultad de elaborar una definición jurídica de arte y «de comprender la dinámica jurídica de la libertad artística» y, sin posibilidad de aclarar estas premisas, parece difícil llegar a un «tratamiento jurídico autónomo a esta libertad».
En el contexto español, entre los Derechos fundamentales en la constitución española que se relacionan con la libertad artística, además que la libertad de expresión artística consagrada en el artículo 20 de la Constitución Española, merece la pena mencionar el derecho de acceso a la cultura (art. 44) y de la conservación del patrimonio artístico, histórico y cultural (art. 46).
La censura ha estado presente desde el pasado en España y ha tenido un papel determinante en cuanto al control y difusión de información. «La censura es ante todo eficaz cuando logra invisibilizarse a los ojos de la mayoría». Durante el Régimen de Francisco Franco, se vivió un crítico período de represión y violación a los derechos humanos. La represión franquista no solo abarcó el campo político, sino también muchos otros. Entre ellos, la dimensión cultural - en la represión cultural, se sufrió censura civil, militar y eclesiástica, afectando a diferentes actividades culturales y medios de comunicación. En el franquismo se censuraban «textos afines a la república o sospechosos de serlo a las alusiones políticas, a la guerra civil o cuya ambigüedad pudiera suponer cualquier tipo de peligro político, ideológico o moral para el régimen». Como afirma Minerva Peinador «la censura es una forma de represión intelectual desde cuya práctica se coarta la libertad de pensamiento». En esta misma temática, el escritor, humanista y economista español José Luis Sampedro cita:
«Sin libertad de pensamiento, la libertad de expresión no sirve de nada» (José Luis Sampedro, en Wikiquote).
También merece la pena mencionar las medidas constitucionales de protección.
«Los derechos y libertades recogidos en el artículo 20 gozan de algunas medidas de protección, establecidas por la propia Constitución». Entre otras, merece la pena subrayar el punto 6: “El desarrollo normativo de los derechos recogidos en el artículo 20 de la Constitución Española, debe realizarse mediante Ley orgánica [2015] (art. 81.1 de la Constitución Española), que requiere un especial consenso parlamentario al exigirse, para su aprobación, modificación o derogación, mayoría absoluta del Congreso (art. 81.2 de la Constitución Española).
Los productos artísticos o actividades artísticas muchas veces son señalados como incitadores de actitudes perniciosas. El dilema es que es difícil de establecer una frontera entre lo autorizado y lo que no lo es, por lo tanto, en reiteradas ocasiones el arte resulta ofensivo para una parte de la sociedad. Muchas veces se apela al sentido común para tomar una posición a favor o en contra, otras, en cambio, tal posicionamiento se sustenta en leyes ambiguas y poco claras.
Los jueces prefieren no dar definiciones constitucionales definitivas, ya que es bastante difícil profundizar. Según Víctor J. Vázquez Alonso, ocurre esto, principalmente, porque el arte en sí, tiene un carácter difícil de definir. Alonso afirma además, que tanto la libertad de expresión, como la libertad artística está localizada de una forma oculta en la libertad de comunicación, la cual tiene un valor jurídico. Por consiguiente, el arte, aunque carezca de discurso, siempre va a ser expresión y está destinado a ser «objeto de comunicación».

### La libertad de expresión en la música
En el contexto español, el artículo 20 de la Constitución española reconoce y protege los derechos a la libertad de expresión en diversas manifestaciones:
1. Expresar y difundir libremente los pensamientos, ideas y opiniones mediante la palabra, el escrito o cualquier otro medio de reproducción
2. A la producción y creación literaria, artística, científica y técnica
3. A la libertad de cátedra, etc.

La Declaración Universal de Derechos Humanos afirma que:

«Todo individuo tiene derecho a la libertad de opinión y de expresión; este derecho incluye el de no ser molestado a causa de sus opiniones, el de investigar y recibir informaciones y opiniones, y el de difundirlas, sin limitación de fronteras, por cualquier medio de expresión».

Según Victor Vázquez Alonso, «En definitiva, la expresión artística penetra y afecta a la comunidad política. Puede fortalecer o cohesionar una determinada comunidad, del mismo modo que puede generar subculturas que pongan en cuestión o exterioricen las debilidades de la cultura política hegemónica». En este sentido el arte, en consecuencia también la música como manifestación artística, crea una esfera de reflexión en parte de la sociedad.
Para entender mejor lo que implica la libertad artística y por qué la música necesita ser incluida en este discurso, merece la pena mencionar la manera muy extensa en la que la Corte Suprema de los Estados Unidos ha interpretado la protección de la Primera Enmienda concerniente a la expresión artística. «Esta se entiende no solamente a libros, obras teatrales y pinturas, sino también afiches, televisión, videos de música y libros de caricaturas» o sea “todo lo que el impulso de la creatividad humana pueda producir".
La importancia de la música tanto en la sociedad como en la comunicación ha sido señalada, dentro de un contexto americano, por el profesor Munkittrich «en su defensa de la música como una manifestación de la Primera Enmienda, aparte de apuntalar la propia individualidad, la expresión musical también puede promover la comunidad, introduce solidaridades y hay ejemplos más que evidentes de que puede erigirse en el elemento conductor y a su vez comunicativo de una cultura».
Así parecen claros los motivos por los que «la censura ni existe ni se practica exclusivamente al amparo de la legalidad, sino también en otros ámbitos del espacio público, en especial en los medios de comunicación, la cultura, la educación o la religión». En el caso de la libertad de expresión de la música, el ámbito que se tiene que considerar es el de la cultura. Este ámbito abarca tanto «la censura ejercida desde las instituciones de las Reales Academias de la Lengua española y de la Historia, así como el gravamen impositivo de las actividades culturales (artes escénicas, cine y edición) de un 21% o la disyuntiva (por incompatibilidad legal) que obliga a los artistas jubilados a optar entre el cobro de sus ambos merecidos pensión y sus derechos de autor, o de no hacerlo, a perder la primera y enfrentarse a elevadas multas». La música, en cuanto actividad cultural y por eso manifestación artística y expresión comunicativa, está sujeta a la censura.
Un ejemplo muy significativo es el caso de la censura musical en la Historia de la Rusia Soviética y la URSS (1917-1927) que utilizó “como parámetro de control el propio concepto de realismo socialista, frente a aquellos compositores clasificados de formalistas como Malher, Stravinsky o Schönberg… cuya música fue proscrita durante décadas en la URSS”. Otro caso relevante es el de la Alemania en que en 1937 «se organizó una exposición que mostraba el paradigma de la "música degenerada" a través de las grabaciones, entre otros, de Mendelssohn, Mahler o Schönberg». Los casos de la Unión Soviética y de la Alemania nazi son esclarecedores de «hasta qué punto el arte no necesita un discurso o una explícita vocación política para convertirse en una cuestión política».

#### El Ayuntamiento de Madrid prohíbe el concierto deSoziedad Alkoholika
El Ayuntamiento de Madrid prohibió un concierto del grupo vasco Soziedad Alkoholika, que iba a tener lugar el 14 de marzo de 2015 en el palacio de Vista Alegre, con solo una semana de advertencia. El grupo mismo relacionó el acto de prohibirlo con los «sectores de la extrema derecha que están temerosos de la diversidad cultural y la libertad ideológica, y que el gobierno de Madrid todavía le da crédito a estos miedos», a pesar de que el grupo se había pronunciado «claramente contra cualquier tipo de violencia», por lo que sentían que el gobierno les impidió ejercer sus derechos.
Al prohibir el concierto, el gobierno se refirió a un delito de «humillación a las víctimas del terrorismo» del cual fueron acusados en 2007 por la Asociación de Víctimas del Terrorismo (ATV), así como al criterio de grupos de ideología contraria, los cuales exigieron que se cancelara el concierto. Además, el gobierno razonó que había habido “altercados” anteriormente durante sus conciertos, los que, según el grupo, ocurrieron a consecuencia de los demás conciertos que se realizaron al mismo tiempo, respectivamente. Por lo tanto, el gobierno decidió, conforme a Ley de Espectáculos Públicos y Actividades Recreativas 17/1997, que las potenciales alteraciones del orden público suponían “un peligro para las personas y bienes".
Sin embargo, tanto en varios artículos de relevancia en cuales se expresó el grupo), como en la carta oficial del gobierno que justifica la prohibición del concierto, se destacó que la razón más importante para cancelar el concierto fueron las letras de las canciones, en particular «Explota Zerdo», «Síndrome del Norte» y «Stop Criminalización», alegando que las canciones fomentan «la violencia, el racismo, la xenofobia o discriminación, y atentan contra la dignidad humana», según el análisis del Tribunal Supremo. Para el grupo, todavía hoy tal consideración significa que se aplica censura a sus canciones, lo que consideran una violación del derecho a la libertad de expresión.
«Al gobierno de Madrid no le gusta lo que decimos ni como lo decimos, lo cual es una razón de peso para prohibir un concierto y coartar el derecho a la libertad de expresión, y de paso, proteger las mentes de los madrileños que quieren asistir a nuestro concierto en libertad».
De todos modos, la censura en la música debida a las letras es un fenómeno global y no solo restringido al panorama hispánico. En el contexto estadounidense, la primera vez que se presentaron acusaciones de inmoralidad contra letras de canciones ocurrió a finales de los años 1980 contra el grupo de música rap 2 Live Crew.
El grupo español Boikot incluye en el disco Tus problemas crecen (2004) la canción «Stop censura» que trata sobre el proceso de censura al grupo Soziedad Alkoholika, acusado por distintos sectores de enaltecimiento del terrorismo de ETA. En «Stop censura» aparecen varios actores y más de una docena de cantantes que ponen su voz. El grupo Soziedad Alkoholika fue absuelto al sostenerse que las letras de sus canciones no constituían delito, ya que no hacían apología del grupo armado ETA; lo que pedían a través de sus letras era que el País Vasco fuese una nación independiente.

## Libertad de expresión en Argentina
El Estado argentino es el responsable de garantizar que todas las personas tengan acceso a los derechos humanos fundamentales, tal como lo establecen los lineamientos emanados de los sistemas internacional e interamericano de DDHH, incluidos en la constitución nacional. El acceso se basa en los principios de igualdad y no discriminación, es decir, que es preciso crear las condiciones que permitan equiparar situaciones de desigualdades históricas y estructurales; e impulsarlas. Las acciones que tiene que llevar adelante son las de proteger, prevenir, investigar, sancionar y reparar violaciones de los derechos humanos. Así como tiene la obligación de generar espacios para que las personas puedan reclamar y realizar denuncias de manera sencilla. También se han promovido políticas institucionales para poder prestar un servicio de justicia mucho más eficaz y así mismo garantizar su acceso a grupos más vulnerables.

### La relación entre la información, el internet y la libertad de expresión en Argentina
La información que circula en internet, en Argentina debe y está regida por leyes que responden a las referidas a la libertad de expresión, asegurando su efectivo cumplimiento. Tanto los proyectos de búsqueda, la recepción y la difusión protegen los derechos de las personas mediante las diferentes leyes ya aprobadas. Ante la violencia, no importa cual sea su tipo, comportamiento abusivo o agresivo, el Estado desenvuelve diferentes acciones tendientes a solucionar agravios y sancionar a los responsables.

## Libertad de expresión en Internet
La libertad de expresión en internet es un derecho fundamental que ha transformado la manera en que las personas se comunican y comparten información. Este principio, incluido en numerosas declaraciones y constituciones, implica la capacidad de expresar ideas, opiniones y pensamientos sin restricciones indebidas. Sin embargo, el contexto digital plantea desafíos significativos.
En muchos países el gobierno busca ejercer control sobre la información en línea, limitando el acceso a determinados sitios web o monitoreando la actividad en internet, lo cual plantea preocupaciones sobre la censura y restricciones a la libertad de expresión.
Las plataformas en línea, como por ejemplo las redes sociales, juegan un papel clave en la expresión en Internet. Las redes sociales y otros servicios donde subir contenido tienen sus propias políticas de uso, donde especifican qué tipo de contenido está permitido en ellas. Dado el poder que tienen para influir en la libertad de expresión, se han generado debates acerca de dicha capacidad de influencia y de cómo se podría llegar a unas políticas que moderen el uso, pero no censuren a sus usuarios.
Por otro lado, el control sobre lo que podemos o no podemos publicar resulta necesario, sobre todo en casos como el de la propiedad intelectual, donde las leyes que la protegen son necesarias para combatir la piratería y proteger así los derechos de autor. Pese a dichas leyes, todavía sigue siendo fácil el acceso a contenidos protegidos por derechos de autor en Internet, lo que supone el endurecimiento de las leyes y el uso de algoritmos de censura que finalmente terminan perjudicando incluso a contenidos legítimos.
Por último, otro ámbito en el que la libertad de expresión se ve comprometida es en los discursos de odio. Desde hace años los delitos de odio están incluidos en el código penal. Estos delitos suponen uno de los principales problemas de las redes sociales y muchas veces sus autores se aprovechan del anonimato en internet para cometerlos. Sin embargo, el problema para la libertad de expresión en Internet surge cuando se interpreta de forma extensiva dicho delito de odio, ya que en muchas ocasiones se está abusando de la ley cuando no es realmente necesario y se hace necesario encontrar un punto intermedio entre el abuso de la libertad de expresión y la censura.